# A Francia Kiadás
A Francia Kiadás (eredeti cím: The French Dispatch) 2021-ben bemutatott amerikai dráma-filmvígjáték, melynek forgatókönyvírója, rendezője és producere Wes Anderson. A főszerepben Benicio del Toro, Adrien Brody, Tilda Swinton, Léa Seydoux, Frances McDormand, Timothée Chalamet, Lyna Khoudri, Jeffrey Wright, Mathieu Amalric, Steve Park, Bill Murray és Owen Wilson látható. Az utómunka során a vágást Andrew Weisblum végezte, a zenét pedig Alexandre Desplat szerezte.
A filmet az Amerikai Egyesült Államokban 2021. október 22-én mutatták be, Magyarországon október 28-án a Fórum Hungary forgalmazásában.

## Szereplők
| Szerep                 | Eredeti hang      | Magyar hang     | Leírás                                       |
| ---------------------- | ----------------- | --------------- | -------------------------------------------- |
| Herbsaint Sazerac      | Owen Wilson       | Crespo Rodrigo  | Utazási író és a Francia Kiadás munkatársa.  |
| Moses Rosenthaler      | Benicio del Toro  | Szabó Győző     | Bebörtönzött művész.                         |
| Julian Cadazio         | Adrien Brody      | Széles Tamás    | Műkincskereskedő.                            |
| J.K.L. Berensen        | Tilda Swinton     | Kiss Eszter     | Író és a Francia Kiadás munkatársa.          |
| Simone                 | Léa Seydoux       | N/A             | Börtönőr és Rosenthaler múzsája..            |
| Upshur "Maw" Clampette | Lois Smith        | Bókai Mária     | Műgyűjtő.                                    |
| Lucinda Krementz       | Frances McDormand | Kiss Mari       | A diákforradalmárokat bemutató újságíró.     |
| Zeffirelli             | Timothée Chalamet | Jéger Zsombor   | Diákforradalmár.                             |
| Paul Duval             | Christoph Waltz   | Csankó Zoltán   | A B család barátja.                          |
| Roebuck Wright         | Jeffrey Wright    | Rába Roland     | Élelmiszer-újságíró.                         |
| Talk show házigazdája  | Liev Schreiber    | Kálid Artúr     | Talk show házigazdája                        |
| A biztos               | Mathieu Amalric   | Jakab Csaba     | Rendőr egy elrabolt fiúval.                  |
| Albert                 | Willem Dafoe      | Rosta Sándor    | Rab és alvilági könyvelő                     |
| Arthur Howitzer Jr.    | Bill Murray       | Hirtling István | A Francia Kiadás szerkesztője.               |
| Alumna                 | Elisabeth Moss    | Mezei Kitty     | A Francia Kiadás munkatársának szerkesztője. |
| Narrátor               | Anjelica Huston   | Zsurzs Kati     | Narrátor.                                    |

### További szereplők
- Anjelica Bette Fellini – korrektor
- Jarvis Cocker – Tip-Top
- Wally Wolodarsky – Francia Kiadás munkatársa
- Griffin Dunne – a Francia Kiadás munkatársa
- Fisher Stevens – a Francia Kiadás munkatársa
- Jason Schwartzman – Hermes Jones
- Tony Revolori – a fiatal Moses Rosenthaler
- Henry Winkler – Joe bácsi
- Bob Balaban – Nick bácsi
- Denis Menochet – börtönőr
- Lyna Khoudri – Juliette,
- Alex Lawther – Morisot
- Mohamed Belhadjine – Mitch Mitch
- Nicolas Avinée – Vittel
- Lily Taleb – Smart Gir
- Toheeb Jimoh – 1. kadét
- Rupert Friend – kiképző őrmester
- Cécile de France – Mrs. B.
- Guillaume Gallienne – B úr
- Stephen Park – Nescaffier hadnagy
- Winston Ait Hellal – Gigi
- Liev Schreiber – talk show műsorvezető
- Edward Norton – a sofőr
- Saoirse Ronan – a Showgirl
- Hippolyte Girardot – Chou-fleur

## Filmkészítés
2018 augusztusában arról számoltak be, hogy Wes Anderson egy cím nélküli zenés filmet fog írni és rendezni, amely a második világháború utáni Franciaországban játszódik. 2018 novemberében bejelentették, hogy Jeremy Dawson lesz a film producere, a főszerepekben pedig Tilda Swinton és Mathieu Amalric lesz látható. Dawson azt is megerősítette, hogy a film nem musical. Emellett Natalie Portman, Brad Pitt és Léa Seydoux szerepéről is pletykáltak a film kapcsán. 2018 decemberében azt is bejelentették, hogy Anderson írja és rendezi a filmet, amelyben Frances McDormand, Bill Murray, Benicio del Toro és Jeffrey Wright is szerepel; Seydoux-t megerősítették, hogy Swinton és Amalric mellett ő lesz a főszereplője a filmnek, amelynek producere Steven Rales lett az Indian Paintbrush nevű produkciós cégével, a Fox Searchlight Pictures pedig a forgalmazó. Timothée Chalamet csatlakozott a filmhez.
Még abban a hónapban Lois Smith és Saoirse Ronan is csatlakozott a stábhoz. 2019 januárjában Owen Wilson, Adrien Brody, Henry Winkler, Willem Dafoe, Bob Balaban, Steve Park, Denis Ménochet, Lyna Khoudri, Alex Lawther, Vincent Macaigne, Vincent Lacoste, Félix Moati, Benjamin Lavernhe, Guillaume Gallienne és Cécile de France csatlakozott a filmhez. A film operatőre Robert Yeoman volt. 2019 februárjában bejelentették, hogy Wally Wolodarsky, Fisher Stevens, Griffin Dunne és Jason Schwartzman csatlakozott a film szereplőgárdájához. 2019 áprilisában Christoph Waltz, Rupert Friend és Elisabeth Moss is csatlakozott.
Eredetileg Kate Winslet is szerepelt a szereposztásban, de ki kellett szállnia a projektből, hogy felkészüljön következő szerepére, az Örök Lenyomatra.
A forgatás 2018 novemberében kezdődött Angoulême városában (Délnyugat-Franciaország), és 2019 márciusában fejeződött be. Murray és Ronan, akik kisebb szerepeket játszanak a filmben, két nap alatt vették fel a jeleneteiket.

## Megjelenés
2019 szeptemberében a Searchlight Pictures megvásárolta a film forgalmazási jogait. A film premierje 2020. május 12-én lett volna a Cannes-i Filmfesztiválon, és július 24-én került volna széles körben bemutatásra, de a COVID-19 világjárvány miatt a fesztivál elmaradt, és a filmet 2020. április 3-án levették a műsorlistáról. A filmet 2020. október 16-ra tűzték ki, majd 2020. július 23-án ismét levették a listáról.
A Francia Kiadás világpremierje a 2021-es cannes-i fesztiválon volt. A filmet Busan (Dél-Korea), Hamptons, London, Mill Valley, Montclair, New York, Twin Cities, Philadelphia, San Diego és Zürich filmfesztiváljain vetítették. Volt egy meglepetés vetítés is Telluride-ban. A mozikban 2021. október 22-én került bemutatásra.

## Fordítás
- Ez a szócikk részben vagy egészben  a   The French Dispatch című angol Wikipédia-szócikk fordításán alapul.  Az eredeti cikk szerkesztőit annak laptörténete sorolja fel. Ez a jelzés csupán a megfogalmazás eredetét és a szerzői jogokat jelzi, nem szolgál a cikkben szereplő információk forrásmegjelöléseként.